# Naissance en 1289
Naissance
- 1285
- 1286
- 1287
- 1288
- 1289
- 1290
- 1291
- 1292
- 1293

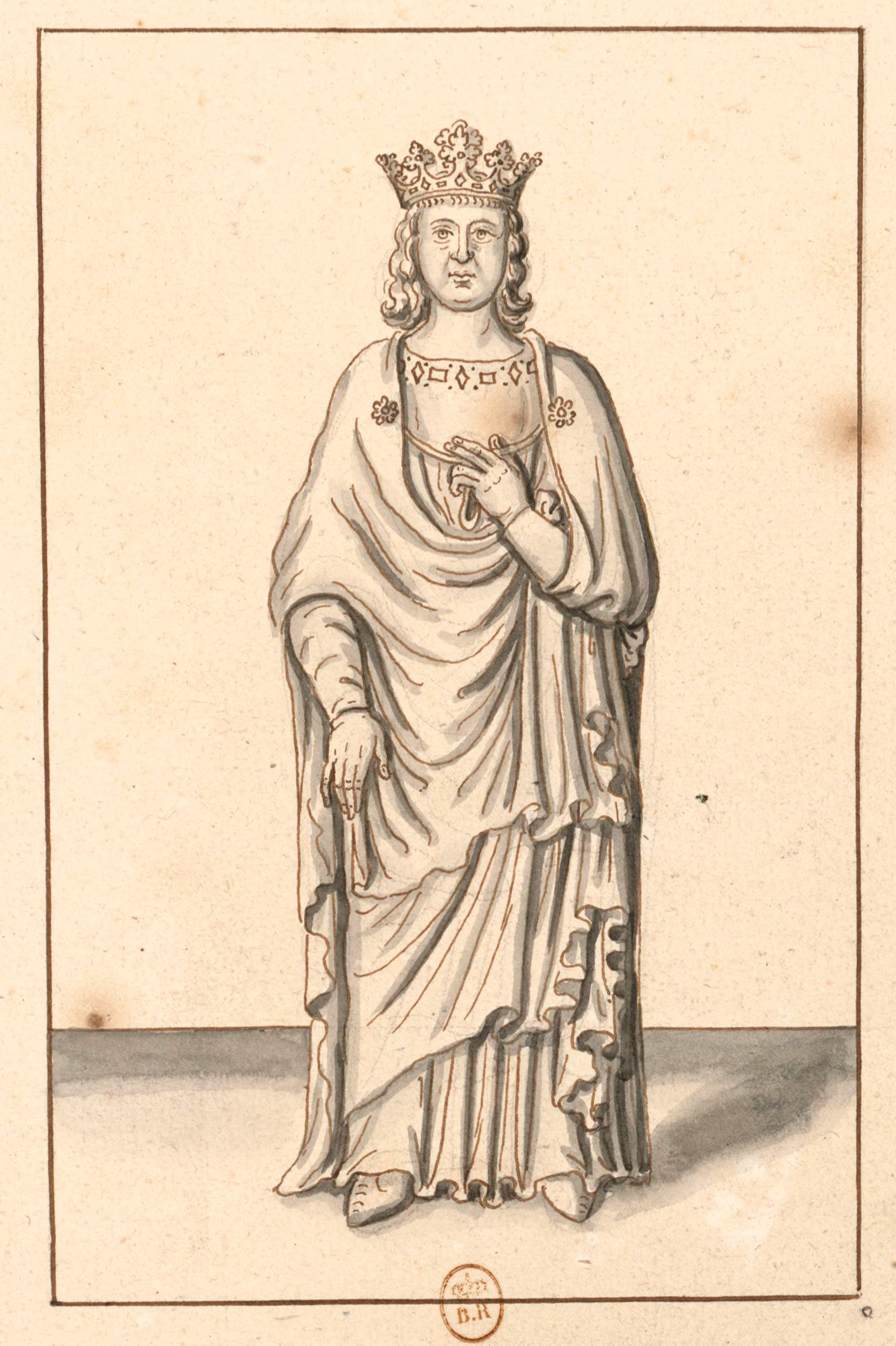
Louis X, né en 1289.

Cette page dresse une liste de personnalités nées au cours de l'année 1289 :
- août : Éléonore d'Anjou, reine de Sicile.
- 4 octobre : Louis X le Hutin, roi de Navarre, roi de France.
- 6 octobre : Venceslas III, roi de Hongrie, de Bohême et de Pologne.

- Frédéric le Bel, anti-roi de Germanie, duc d'Autriche et de Styrie.
- Léon IV d'Arménie, roi d'Arménie.
- Ton'a, poète bouddhiste japonais.
- Zhao Yong, peintre chinois.

## Crédit d'auteurs
- Cet article est partiellement ou en totalité issu de l'article intitulé « 1289 » (voir la liste des auteurs).